# Bimeria crassa
Bimeria crassa är en nässeldjursart som först beskrevs av Wilfrid Arthur Millard 1877.  Bimeria crassa ingår i släktet Bimeria och familjen Bougainvilliidae. Inga underarter finns listade i Catalogue of Life.